# Emiliano Terzaghi
Emiliano Terzaghi (Almirante Brown, 29 novembre 1989) è un calciatore argentino, attaccante dei Richmond Kickers.

## Caratteristiche tecniche
È un centravanti.

## Carriera
Cresciuto nelle giovanili del Banfield, esordisce in prima squadra il 19 giugno 2011 disputando da titolare il match pareggiato per 1-1 contro il San Lorenzo.
Segna la sua prima rete il 15 giugno 2013, nella vittoria per 4-2 contro il Defensa y Justicia, mettendo a segno il gol del momentaneo 2-0.
Nel febbraio 2015 viene ceduto per 6 mesi in prestito al Temperley.

## Palmarès
- Campionato argentino di seconda divisione: 1

Banfield: 2013-2014